# 1.FK Svidník
1.FK Svidník là một câu lạc bộ bóng đá Slovakia, đến từ thị trấn Svidník. Câu lạc bộ được thành lập năm 1925.

## Lịch sử
Vào tháng 8 năm 2015, câu lạc bộ thông báo về sự hợp nhất trong một năm với ŠK Futura Humenné.

## Lịch sử tên gọi câu lạc bộ
- OZKN Dekoplas 1991-1992
- ŠK Surmex 1992-1993
- MFK Dukla 1995-1996
- Svidnícky FK 1999-2000
- FK Drustav Svidník 2002-2015
- ŠK Futura Svidník 2015-2016
- 1.FK Svidník 2016-nay